# سگ شکاری سنت اوبر
سگ شکاری سنت اوبر نوعی از سگ‌های شکاری است که جثه‌ای بزرگ و شامه‌ای قوی دارد. از آن‌جا که این نژاد، در آغازِ پیدایشِ خویش، در ناحیهٔ سنت اوبر بلژیک پرورش یافته‌است آن را سگ سنت اوبر نامیده‌اند. نام دیگر آن که در انگلیسی و فرانسوی (و احتمالاً زبان‌های دیگر اروپایی) کاربرد دارد سگِ [شکاریِ] خون (bloodhound - chien de sang) است و لغت‌شناسان استعمالِ لفظ خون در نام این تیره را به دلیل اصالتِ خونِ آن‌ها یا نجیب‌زادگیِ صاحبان اولیه‌شان دانسته‌اند.

## ویژگی‌های ظاهری
سگ شکاری سنت اوبر اغلب به رنگ‌های سیاهِ آمیخته با قهوه‌ای، قهوه‌ای روشن و قهوه‌ای مایل به سرخ دیده می‌شود. بینی و پوزه‌ای به نسبت بزرگ، گوش‌های درازِ فروافتاده، پوستی آویزان، چهره‌ای پُرچروک، پاهایی قوی و اندام‌هایی انعطاف‌پذیر دارد. پاره‌ای از آزمون‌ها این نژاد را دارندهٔ قوی‌ترین حس شامّه در میان تمام گونه‌های سگ نشان می‌دهد. با بیش از دویست و سی میلیون گیرندهٔ بویایی، قدرت استشمام سگ شکاری سنت اوبر، در میانگین، چهل برابر انسان است. این ویژگی‌ها این سگ‌ها را برای ردگیری شکار بسیار مناسب می‌سازد و از همین رو، آنان همواره نزد صیادان محبوبیت داشته‌اند.

## استفاده در پلیس

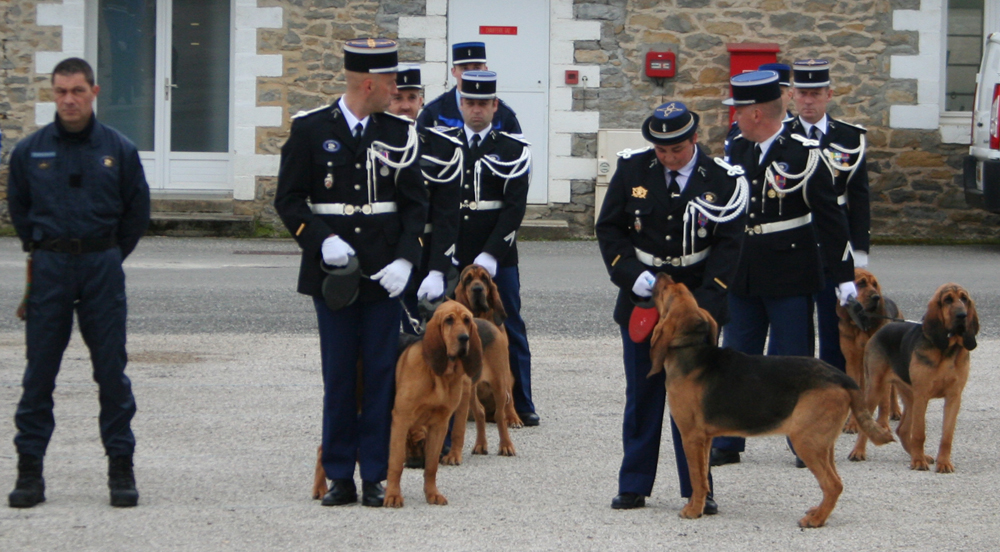
استفاده از سگِ شکاریِ سنت اوبر در ژاندارمری فرانسه

به سبب شامهٔ بسیار قویِ این نژاد، از قرون وسطی تا به امروز، از این سگ در پلیس نیز استفادهٔ بسیار می‌شود. قدرتِ بویایی سگ شکاری سنت اوبر برای یافتن مواد مخدر، و نیز بمب‌ها و مواد منفجره بسیار کارآمد است. هم‌چنین این تیره را برای ردگیری و پیدا کردنِ افرادی که به دلیلِ اختلالِ حواس، کهولتِ سن یا آلزایمر راه خود را گم می‌کنند، نیز به کار می‌گیرند. در دوران دنیاگیری کووید-۱۹، این سگ‌ها کارایی خود را برای تشخیص بوی مبتلایان به ویروس کرونا نیز اثبات کردند.

## ویژگی‌های رفتاری
سگ شکاری سنت اوبر سگی وفادار، باهوش، آموزش‌پذیر، و دارای خویی ملایم است. با کودکان رابطهٔ خوبی برقرار می‌کند و بازیگوشی‌های آنان و پریدنشان بر پشتِ خود را تحمل می‌نماید. در کل، با سایر حیوانات نیز سازگاری دارد. به‌رغم چهرهٔ پُرچروکِ خود، که ظاهری تنبل یا پیر به آن می‌دهد، بسیار پُرتحرک و نیرومند است. به ندرت آرام می‌گیرد و می‌خواهد که مُدام در تکاپو باشد. هیکل درشت و جنب‌وجوش دائمی که دارد، باعث می‌شود که نتوان آن را در فضاهای کوچک نگه‌داری کرد. در حیاط و باغ نیز هر لحظه ممکن است که بویی، خاصه اگر از حیوانی شکاری باشد، شامهٔ وی را تحریک کند و آن را به دنبال خود بکشاند؛ به همین دلیل، فراوان پیش می‌آید که این سگ، به‌موجبِ غریزه، اقامتگاهِ خود را ترک نماید و به دنبال صید برود. هرچند به دلیل وفاداریِ ذاتیِ خود، در نهایت به نزد صاحبش بازمی‌گردد، اما در این جستجوها ممکن است طعمهٔ سگ‌دزدان شود. از همین رو، برای حفظِ آن، به دیوارهای بلند و توری‌های محکم نیاز است. ترشح بزاق در این گونه بیش از بسیاری دیگر از سگ‌ها است، لذا به تمیزکاری زیادی احتیاج دارد، وگرنه محیطِ زندگی‌اش بویِ آب دهانش را می‌گیرد. این سگ‌ها علاقهٔ زیادی به جویدن دارند. اگر چیزی برای جویدن نیابند، ممکن است به سراغ اثاث منزل بروند. در بهار و پاییز، موی فراوانی از بدنشان جدا می‌شود که ایجاب می‌کند صاحبشان مرتب بدن آن‌ها را شانه و موها را جمع‌آوری کند.

## طول عمر و مرگ

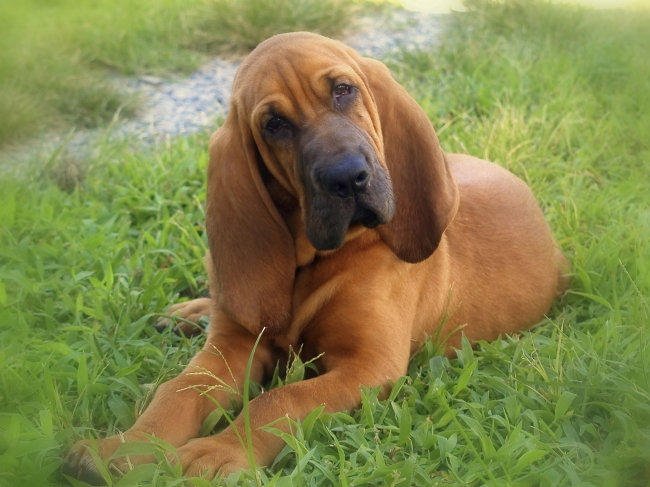
تولهٔ سگِ شکاری سنت اوبر

سگ شکاری سنت اوبر، در میان نژادهای سگ، عمری کوتاه دارد واغلب بین ۱۰ تا ۱۲ سال عمر می‌کند. شایع‌ترین دلیل مرگ در این تیره ابتلا به دُش‌رویش در ناحیهٔ آرنج و سُرین یا انتفاخِ معده یا پیچیدن باد و آماهِ شکم است. عده‌ای از آنان به انواعِ سرطان دچار می‌شوند.

## در هنر و ادبیات

پلوتو، سگ میکی‌ماوس

شرکت کارتون‌سازی والت دیزنی، به سببِ ظاهرِ خاصِ این نژاد، خاصه گوش‌های درازِ فروافتاده و بینیِ بزرگش، علاقهٔ بسیار به ایجاد شخصیت‌های داستانی در سیمای سگِ شکاری سنت اوبر داشته و تا حالا چند بار از این تیره استفاده کرده‌است.
پلوتو، سگ دست‌آموز میکی‌ماوس، که در سال ۱۹۳۰ در کارتون زندانیانِ هم‌زنجیر (The Chain Gang) ظاهر شد، در اصل سگی از نژاد سنت اوبر بود. از سال ۱۹۳۰ تا ۱۹۵۳، پلوتو در مجموع در ۸۹ فیلم کوتاه ظهور داشت.
از دیگر سگ‌های مشهور کارتون‌های دیزنی، برونو (Bruno) سگ سیندرلا است. این سگ همچون هدیه‌ای از جانبِ پدر به سیندرلای خردسال به ارث می‌رسد، و با سیندرلا بزرگ می‌شود. هنگامی که پری جادو می‌کند و سیندرلا را به میهمانیِ رقصِ شاهزاده می‌فرستد، برونو را به قالب کالسکه‌بان درمی‌آورد.
هم‌چنین، یکی از دو سگی که در کارتون گربه‌های اشرافی، در حومهٔ پاریس، برای ادگار (Edgar)، شخصیتِ منفیِ قصه، دردسر درست می‌کنند، از نژاد سنت اوبر است (سگ دیگر از نژادِ شکاری باست است). در این کارتون، این سگ، به نام ناپولئون (Napoleon)، که نقشی فرعی دارد، علاقه‌مند به ریاست بر سگ دیگر، به اسمِ لافایت (Lafayette) تصویر می‌گردد. همچنین، بر بویایی و شنوایی‌اش تأکید می‌شود، آن قدر که در پایان ماجرا حتی آوازخوانی گربه‌ها را از پاریس می‌شنود و داستان با نقشی از چهره‌اش تمام می‌شود. از این نژاد در کارتون‌های دیگر دیزنی، نظیر بانو و ولگرد، صد و یک سگ خالدار، کارآگاه موش بزرگ، شاهدخت و قورباغه و … نیز استفاده شده‌است.
نام انگلیسی این نژاد (Bloodhound) همچنین عنوان رمانی است نوشتهٔ تامورا پیرس که در سال ۲۰۰۹ منتشر شده‌است. در این روایت، یک سگ شکاری سنت اوبر، به نام آچو کرلی‌پاز (Achoo Curlypaws) که بسیار وفادار توصیف می‌شود، به قهرمان داستان، بکا (Beka)، در یافتن سکه‌های تقلبی یاری می‌رساند.